# اف‌کی۱۴ پولاریس
اف‌کی۱۴ پولاریس (به انگلیسی: B&F_Fk14_Polaris) یک هواگرد ملخ‌پیشین تک‌موتوره از نوع هواپیمای فوق سبک ورزشی ساخت شرکت B&F Technik Vertrieb gmbh, اشپیر است. هواگرد اف‌کی۱۴ پولاریس نخستین پروازش را در مه ۱۹۹۹ میلادی انجام داد. در مجموع، تعداد ۹۰ فروند از این هواگرد ساخته شده‌است.